# Byttneria australis
Byttneria australis är en malvaväxtart som beskrevs av St.-hil.. Byttneria australis ingår i släktet Byttneria och familjen malvaväxter. Inga underarter finns listade i Catalogue of Life.